# Vinya del Rec
La Vinya del Rec és un jaciment arqueològic que es troba en el municipi de Vilafranca del Penedès, (l'Alt Penedès), inclòs a l'Inventari del Patrimoni Arqueològic i Paleontològic de Catalunya.

## Accès
Accedim a aquesta vinya, on es documenten restes lítiques superficials, a través de la cerretera de Les Cabanyes des de Vilafranca del Penedès; està situada en el marge dret, just al km 2. Al terreny del costat, al sud-oest, hi ha uns edificis on s'emmagatzema la canya, i es treballa industrialment.

## Jaciment
La indústria, sobre sílex, pertany a dos moment cronològics ben diferenciats:
A- Paleolític Mitjà, amb un còdol treballat unifacialment ("chopper"), un còdol treballat bifacialment                ( "chooping-tool"), dues rascadores, cinc ascles levallois. Si tenim en compte la presència d'aquests darrers elements podem atribuïr el conjunt a un Mosterià tipus Levallois.
B- Neolític, representat per la presència d'un nulci prismàtic, i sense cap altra resta significativa.
Amb les dades de què disposen els autors de la Carta, prou escadusseres, no  es pot precisar el caràcter d'aquest jaciment, sinó considerar-lo un taller lític en superfície.